# Mesalina kuri
Mesalina kuri là một loài thằn lằn trong họ Lacertidae. Loài này được Joger & Mayer mô tả khoa học đầu tiên năm 2002.